# One Thousand Dollars
One Thousand Dollars è un film muto del 1918 diretto da Kenneth S. Webb. La sceneggiatura si basa su One Thousand Dollars, un racconto di O. Henry apparso nel 1908 in Voice of the City.

## Trama
A New York, il giovane scapestrato Eddie Gillian vive comodamente con l'assegno che gli passa lo zio Bryson, un vecchio scorbutico ma generoso. Eddie, pur se è innamorato di Margaret, la pupilla dello zio, perde volentieri il suo tempo dietro a Lotta Lauriere, la regina del burlesque. Quando però il vecchio Bryson muore, Eddie scopre che l'unica eredità che gli ha lasciato sono mille dollari e la raccomandazione di spenderli con saggezza. Lotta, venendo a sapere che l'amante non ha più un soldo, lo lascia immediatamente. Lui, allora, usa quel denaro donandolo a Margaret, che, come eredità, sta peggio di lui, avendo ricevuto solo dieci dollari. L'avvocato di Bryson arriva con la notizia che Eddie potrà ereditare mezzo milione se avrà speso i suoi mille dollari generosamente. Eddie ora vorrebbe donare anche questi soldi a Margaret ma lei accetta di dividerli con lui, diventando sua moglie.

## Produzione
Il film fu prodotto dalla Vitagraph Company of America.

## Distribuzione
Il copyright del film, richiesto dalla Vitagraph Co. of America, fu registrato il 1º luglio 1918 con il numero LP12625.
Distribuito dalla Greater Vitagraph (V-L-S-E), il film uscì nelle sale cinematografiche statunitensi l'8 luglio 1918.